# 노네임 (콜로라도주)

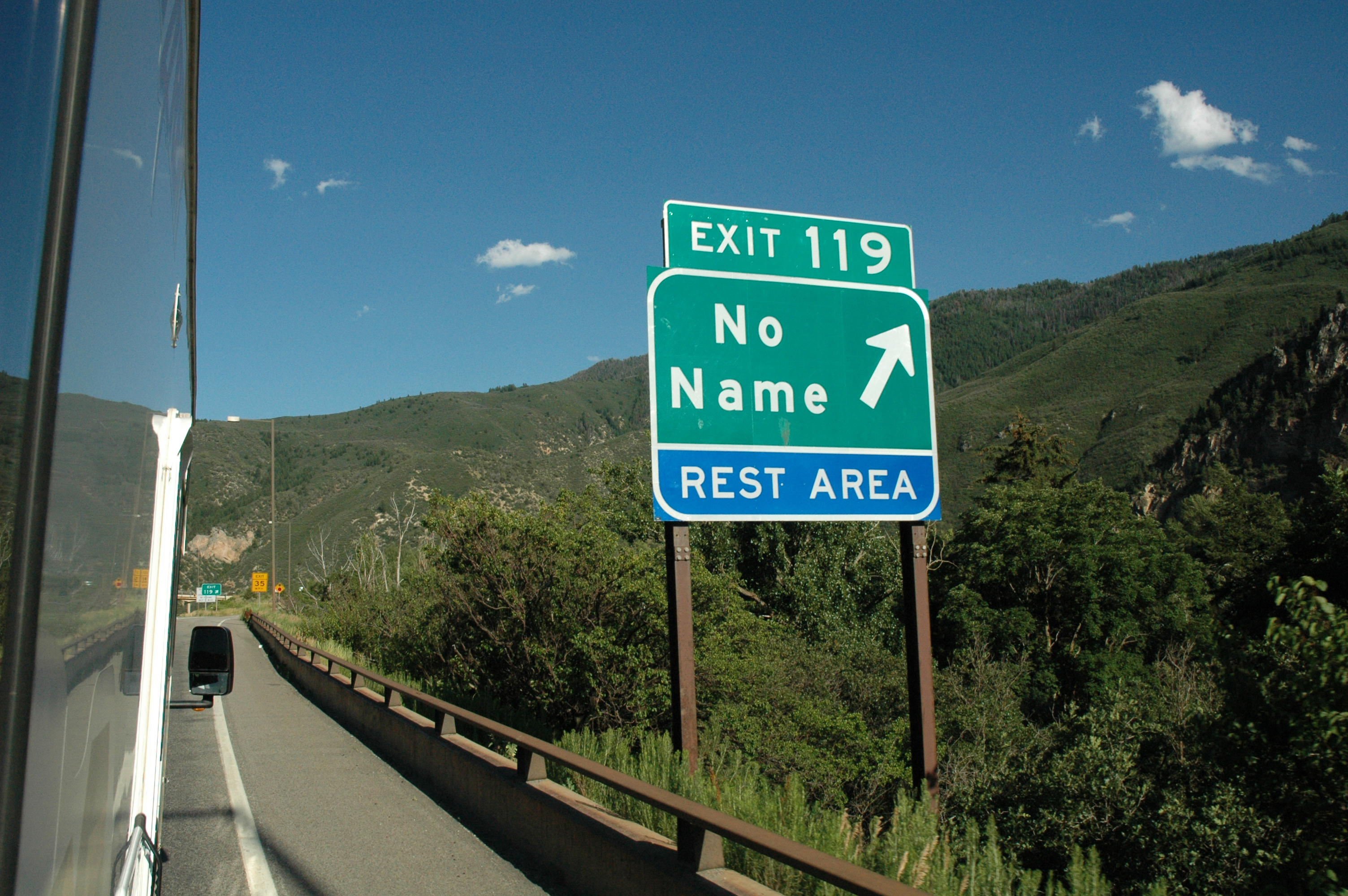
고속도로 70호선 도로 표지판에 적혀져 있는 노네임

노네임(No Name)은 미국 콜로라도주에 있는 작은 도시이다. 2010년 기준으로 인구는 123명이다. 글렌우드스프링스 동쪽에 위치한다. 지명의 유래는 주변에 노네임 강(No Name Creek)이나 노네임 협곡(No Name Canyon)이 있어 이 이름으로 불리게 되었다. 특이한 지명 중 하나로 자주 언급된다.

## 인구
| 연도                  | 인구 | ±% |
| --------------------- | ---- | -- |
| 2010                  | 123  | —  |
| 2020                  |      | —  |
| 출처: 미국 인구조사국 |      |    |